# Hogna baliana
Hogna baliana là một loài nhện trong họ Lycosidae.
Loài này thuộc chi Hogna. Hogna baliana được Carl Friedrich Roewer miêu tả năm 1959.